# メルセデス・ベンツ・R231
メルセデス・ベンツ・R231 (Mercedes-Benz R231) は、ドイツの自動車メーカーメルセデス・ベンツ・グループが生産し、同社がメルセデス・ベンツブランドで展開していた6代目SLのコードネームである。
2011年7月、デトロイトモーターショーにて発表された。ダウンサイジングされた新型エンジンを搭載するほか、AMGバージョンも用意されている。メルセデス・ベンツ量産車初のオールアルミモノコックを採用し、先代モデル（R230）から140kg軽量化された。
7代目（R232）は、ソフトトップのメルセデスAMG専用モデルとなったことから、ハードトップの通常モデルが展開されるSLとしては、最後の世代となる。

## デザイン・新機軸
アルミニウム製スペースフレームが採用され、先代より全長と全幅はそれぞれ5cmずつ長く広くなり、4,612mm x 1,877mmとなった。
先代に引き続き、バリオルーフ（電動格納式ハードトップ）が採用されたほか、マジックスカイコントロールとパノラミックバリオルーフ（サンシェード機能付きガラスルーフ）がAMG SL63に標準装備、SL350、SL550はオプションで採用された。
新機軸がほかにも多数盛り込まれており、ワイパーブレードに開けられた複数の穴からウインドーウォッシャーが噴き出す“マジックビジョンコントロール”、リアバンパー下部に足をかざすだけでトランクが開く“ハンズフリーアクセス”が搭載されている。

## 日本市場での歴史
- 2012年3月 「SL350ブルーエフィシェンシー」「SL550ブルーエフィシェンシー」「SL63AMG」の販売開始[4]。
- 2012年8月 最上級モデルの「SL65AMG」販売開始[5]。
- 2013年8月 一部改良[6]。「SL350ブルーエフィシェンシー」・「SL550ブルーエフィシェンシー」は価格を据え置いたままで「AMGスポーツパッケージ」を標準装備化し、グレード名称を「SL350」・「SL550」に改名。「SL63AMG」はオプション設定されている「AMGパフォーマンスパッケージ」に組まれているホイールカラーをマットブラックペイントに変更した。
- 2014年8月5日 一部改良[7]。「SL350」と「SL550」はこれまでオプション設定だった、ワンタッチでルーフトップの透過率を変更できるマジックスカイコントロールパノラミックバリオルーフを標準装備化。「SL63AMG」は最高出力を48PS、最大トルクを100Nmそれぞれ向上して動力性能を高め、リミテッド・スリップ・デフの追加により、コーナリング走行性能及び走行安定性を向上した。なお、価格は3グレードとも旧モデルから価格を据え置きにした。併せて、セットオプションには既存の「AMGカーボンエクストラパッケージ」の装備内容に、マットブラックペイント/ポリッシュ仕上げのフロント19インチ/リア20インチのAMGマルチスポーク鍛造アルミホイール、AMGパフォーマンスステアリング、専用AMGスポーツサスペンション、AMGドライバーズパッケージを追加した「AMGダイナミックパッケージ」を新設した。
- 2014年8月22日 特別仕様車「SL350 2LOOK Edition」・「SL63 AMG 2LOOK Edition」発売。「SL350」・「SL63 AMG」をベースに、2タイプ共通でブラックルーフピラー（ルーフ及びAピラーを除くリアピラー）とdesignoプラチナホワイトインサートを施したブラックナッパレザーシート（「SL63 AMG」はダイヤモンドステッチ入りのナッパフルレザー仕様）を採用。「ダイヤモンドホワイト」のボディカラーと「ブラック」の内装色の組み合わせとしている。さらに、「SL350」はポリッシュ/ブラックペイント19インチAMG7ツインスポークアルミホイール、下部をdesignoプラチナホワイトとしたツートーンAMGスポーツステアリングを採用し、ベースグレードでは設定がないマルチコントロールシートバック、ドライビングダイナミックシート、マッサージ機能などの快適装備を追加。「SL63 AMG」はドアミラーやエアアウトレットリングなど外観・内装の随所にハイグロスブラックパーツを配し、セットオプションの「AMGダイナミックパッケージ」に含まれているポリッシュ/マットブラックペイント19インチ/20インチのAMGマルチスポーク鍛造アルミホイールやAMGドライバーズパッケージ、本仕様車専用に下部をdesignoプラチナホワイトとしてツートーン仕様としたAMGパフォーマンスステアリングなども特別装備した。「SL350」は30台、「SL63 AMG」は20台の限定販売である[8]。
- 2015年8月20日 一部改良（同年9月上旬販売開始）[9]。「SL 350」は発進・加速・減速・旋回時などの車体の動きと乗員を含めた車両重量を感知し、四輪それぞれのコイルスプリングの作動を瞬時に電子制御する「アクティブ・ボディ・コントロール（ABC）」をはじめ、シートは本革に代えてナッパレザーを採用するとともに、内蔵ファンによってシート表面から吸引することで真夏の日射などで熱くなったシートの温度を下げ、着座中もシートと衣類の間にこもる湿気を取り除く「シートベンチレーター」、11スピーカーによる5.1チャンネルサウランドを備えたLOGIC 7を採用したことで600Wの大出力を実現した「harman/kardonロジック7サラウンドサウンドシステム」をすべて標準装備。「SL 550」はエンジンの出力を20ps(15kW)引き上げた。装備の充実化や性能向上にもかかわらず、いずれのモデルも価格を据え置いた。なお、今回の一部改良に伴い、「Mercedes-AMG SL 65」は販売終了となった。
  - 同時に、1955年のミッレミリアにおける「300 SL」の優勝60周年を記念し、「SL 350」をベースに、ブラックを基調とした内外装にレッドとカーボンのアクセントを組み合わせた特別仕様車「SL 350 Mille Miglia 417」も同時に発表し、注文受付を開始した（同年9月中旬販売開始、20台限定販売）[10]。
- 2015年9月24日 メルセデスAMGペトロナスチームのFIA 2014 F1世界選手権で、ルイス・ハミルトン選手のドライバーズチャンピオンとチーム全体でのコンストラクターズチャンピオンのダブルタイトル獲得を記念し、「Mercedes-AMG SL 63」をベースに、FIA 2014 F1世界選手権の全19コースをモチーフに、ハミルトンとニコ・ロズベルグの両選手が内外装デザインを監修した特別仕様車「SL 63"World Championship 2014 Collector’s Edition"」を発売。ルイス・ハミルトンモデルはボディカラーに専用設定色の「designoマグノナイトブラック（マット）」を採用するとともに、外観にはゴールドアクセントパーツやハイグロスナイトブラックパーツを施し、専用デザインハイグロスブラック19/20インチAMGマルチスポーク鍛造アルミホイールを装備。内装にはゴールドパーツを施すとともに、インテリアトリムにはゴールドカーボンを採用。シートはdesignoエクスクルーシブナッパレザー仕様の専用デザインシートなどを採用。ニコ・ロズベルグモデルはボディカラーに専用設定色の「designoカシミアホワイトマグノ（マット）」を採用するとともに、外観にはdesignoヒマラヤグレーアクセントパーツを施し、専用デザインヒマラヤグレー19/20インチAMGマルチスポーク鍛造アルミホイールを装備。内装はチタニウムグレーとディープホワイトを組み合わせたナッパレザーの専用フルレザー仕様などを採用した。また、両モデル共通で各サーキットのコースレイアウトをステッチで表現した専用特別フロアマットと各サーキット場のバッチ付専用特別リモートコントロールキーが付属し、センターコンソールにはシリアルナンバープレートを装着。さらに、各モデル全世界限定で250本販売されるIWC製限定デザインの腕時計「インヂュニア・クロノグラフ」と各ドライバーのサイン入りレプリカヘルメットも付属する豪華仕様となっている。全世界で38台（19コース×2ドライバー）の限定販売で、日本市場では、両モデルの鈴鹿仕様及び、ハミルトンモデルのモンテカルロ（モナコ）仕様とスパ・フランコルシャン（ベルギー）仕様の4台が用意される[11]。
- 2016年6月2日 - マイナーチェンジ[12]。
  - 外観はフロント部がメルセデスAMG・GT風になったほか末広がりの形状に変更。バリオルーフシステムは改良が加えられ、ルーフの開閉が走行速度が約40km/hまで継続して行うことが可能（ただし、ルーフの開閉を開始できるのは停車時のみ）になったほか、ルーフを開ける時にトランク内のカバーが自動で動くようになったことで、ワンアクションでルーフの開閉が可能となった。
  - 「SL 550」はトランスミッションをSLで初採用となる9速AT「9G-TRONIC」に変更したほか、既採用のABC（アクティブ・ボディ・コントロール）サスペンションには新機能としてステレオマルチパーパスカメラがコーナーを検知し、コーナー内側の車高を下げ、外側を持ち上げることで自動的に瞬時に車両を制御するダイナミックカーブ機能を追加した。
  - また、従来の「SL 350」に替わり、3.0リッター・V型6気筒直噴ツインターボエンジンの276M30型に「SL 550」と同じ9速AT「9G-TRONIC」を組み合わせた「SL 400」を追加した。
- 2019年10月30日 - 特別仕様車「SL 400 Grand Edition」が発表された（同日より注文受付開始、2020年1月ごろより配車開始）。「SL 400」をベースに、外観は専用デザインのハイグロスブラックペイント19インチAMGツインスポークアルミホイールを採用。内装はトップパフォーマンスモデル「Mercedes-AMG SL 65」に採用されているタンドラブラウンパール/ブラックの内装色とサテンフィニッシュライトブラウンポプラウッドのインテリアトリムとしたほか、ベースモデルでは選択不可となるマジックスカイコントロールパノラミックバリオルーフ、マルチコントロールシートバック、ドライビングダイナミックシート、Harman/Kardonロジック7サウランドサウンドシステムなどが特別装備された。

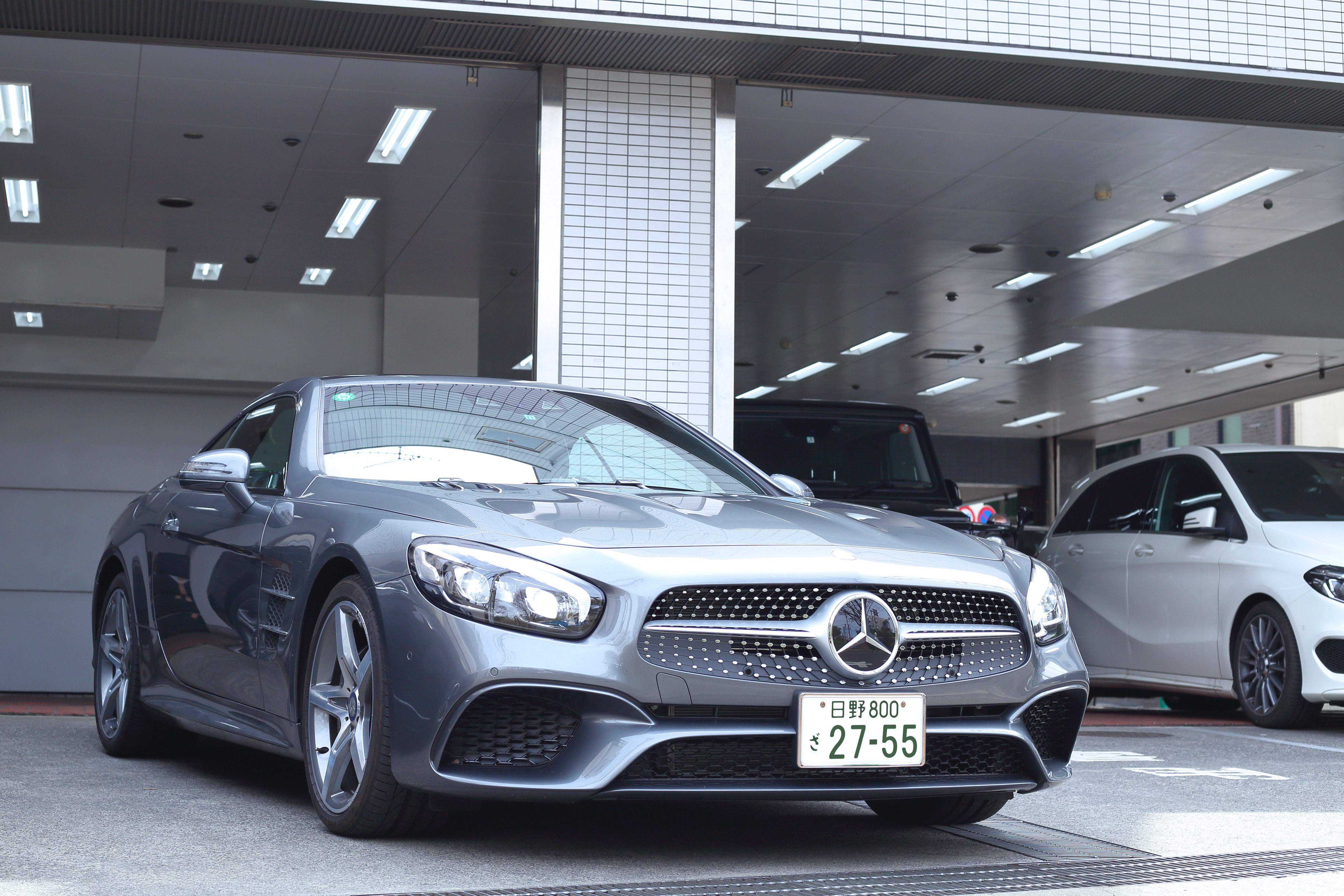
SL400
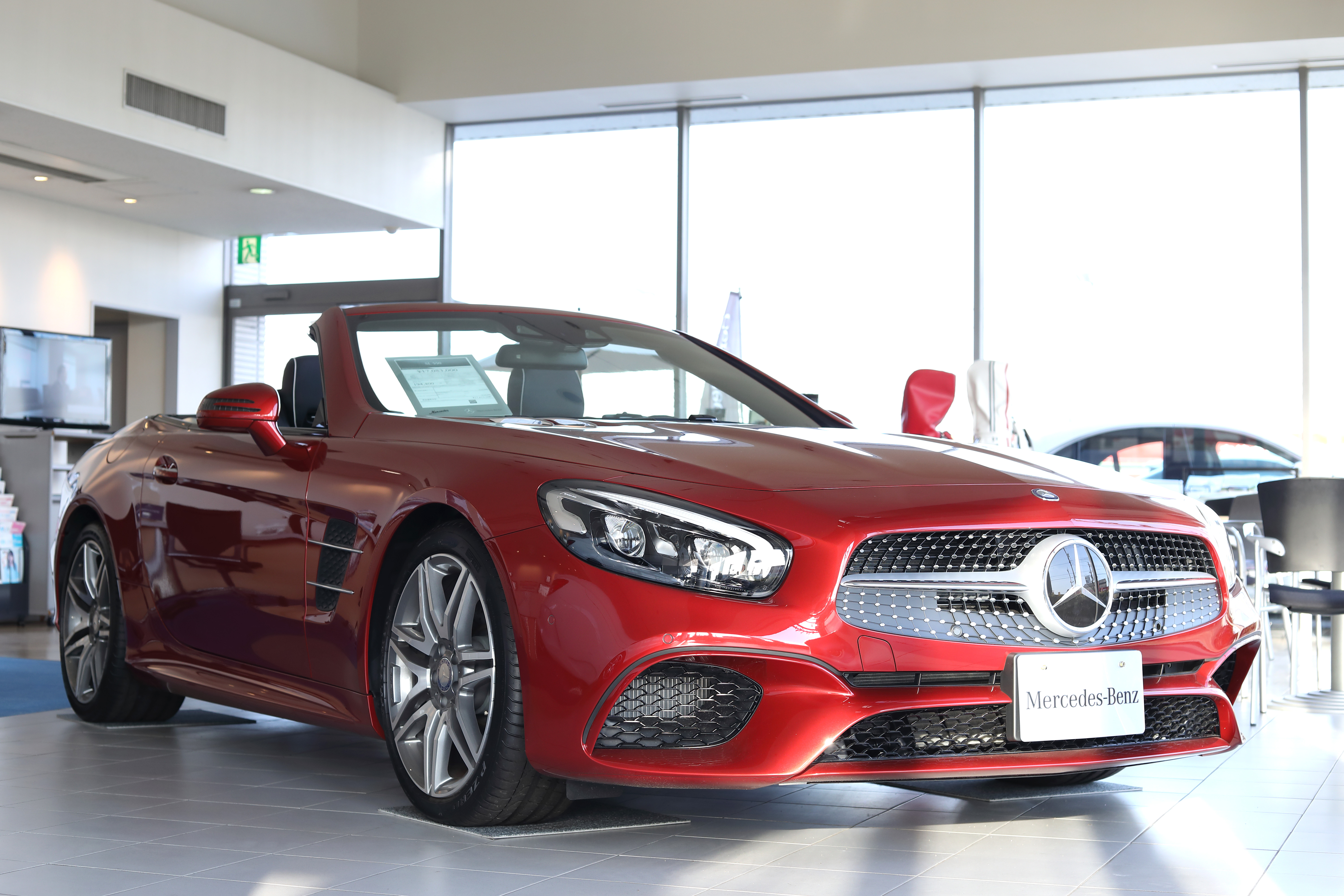
SL550（後期型）

## エンジンとテクニカルデータ
| モデル             | SL 350 BlueEFFICIENCY               | SL 350                              | SL 400                            | SL 550 BlueEFFICIENCY               | SL 550                              | SL 550                              | SL 550                            | Mercedes-AMG SL 63                                                      | Mercedes-AMG SL 63                    | Mercedes-AMG SL 65                        |
| ------------------ | ----------------------------------- | ----------------------------------- | --------------------------------- | ----------------------------------- | ----------------------------------- | ----------------------------------- | --------------------------------- | ----------------------------------------------------------------------- | ------------------------------------- | ----------------------------------------- |
| 販売期間           | 2012年3月-2013年8月                 | 2013年8月-2016年6月                 | 2016年6月-                        | 2012年3月-2013年8月                 | 2013年8月-2015年8月                 | 2015年8月-2016年6月                 | 2016年6月-                        | 2012年3月-2014年8月                                                     | 2014年8月-                            | 2012年8月-2015年8月（それ以降は受注生産） |
| ステアリング位置   | 右/左                               | 右/左                               | 右/左                             | 左                                  | 左                                  | 左                                  | 左                                | 左                                                                      | 左                                    | 左                                        |
| トランスミッション | 電子制御7速A/T (7Gトロニックプラス) | 電子制御7速A/T (7Gトロニックプラス) | 電子制御9速A/T （9G-TRONIC）      | 電子制御7速A/T (7Gトロニックプラス) | 電子制御7速A/T (7Gトロニックプラス) | 電子制御7速A/T (7Gトロニックプラス) | 電子制御9速A/T （9G-TRONIC）      | 電子制御7速A/T (AMGスピードシフトMCT)                                   | 電子制御7速A/T (AMGスピードシフトMCT) | 電子制御7速A/T (AMGスピードシフトプラス)  |
| 駆動方式           | 後輪駆動(FR)                        | 後輪駆動(FR)                        | 後輪駆動(FR)                      | 後輪駆動(FR)                        | 後輪駆動(FR)                        | 後輪駆動(FR)                        | 後輪駆動(FR)                      | 後輪駆動(FR)                                                            | 後輪駆動(FR)                          | 後輪駆動(FR)                              |
| エンジン型式       | 276                                 | 276                                 | 276M30                            | 278                                 | 278                                 | 278                                 | 278                               | 157                                                                     | 157                                   | 279                                       |
| 種類・気筒数       | DOHC V型6気筒 直噴                  | DOHC V型6気筒 直噴                  | DOHC V型6気筒 直噴                | DOHC V型8気筒 直噴 ツインターボ     | DOHC V型8気筒 直噴 ツインターボ     | DOHC V型8気筒 直噴 ツインターボ     | DOHC V型8気筒 直噴 ツインターボ   | DOHC V型8気筒 直噴 ツインターボ                                         | DOHC V型8気筒 直噴 ツインターボ       | DOHC V型12気筒 ツインターボ               |
| 排気量             | 3,498 cc                            | 3,498 cc                            | 2,996cc                           | 4,663 cc                            | 4,663 cc                            | 4,663 cc                            | 4,663 cc                          | 5,461 cc                                                                | 5,461 cc                              | 5,980 cc                                  |
| 最高出力           | 225 kW (306 PS) 6,500 rpm           | 225 kW (306 PS) 6,500 rpm           | 270 kW (367 PS) 5,500-6,000 rpm   | 320 kW (435 PS) 5,250 rpm           | 320 kW (435 PS) 5,250 rpm           | 335 kW (455 PS) 5,250 rpm           | 335 kW (455 PS) 5,250-5,500 rpm   | 395 kW (537 PS) 5,250-5,750 rpm [ 415 kW (564 PS) 5,500 rpm ]           | 430 kW (585 PS) 5,500 rpm             | 463 kW (630 PS) 4,800 rpm                 |
| 最大トルク         | 370 Nm (37.7 kgm) 3,500-5,250 rpm   | 370 Nm (37.7 kgm) 3,500-5,250 rpm   | 500 Nm (51.0 kgm) 1,800-4,500 rpm | 700 Nm (71.4 kgm) 1,800-3,500 rpm   | 700 Nm (71.4 kgm) 1,800-3,500 rpm   | 700 Nm (71.4 kgm) 1,800-3,500 rpm   | 700 Nm (71.4 kgm) 1,800-3,500 rpm | 800 Nm (81.6 kgm) 2,000-4,500 rpm [ 900 Nm (91.8 kgm) 2,250-3,750 rpm ] | 900 Nm (91.8 kgm) 2,250-3,750 rpm     | 1000 Nm (102.0 kgm) 2,300-4,300 rpm       |